# Clinocardium
Genre
Clinocardium est un genre de mollusques bivalves de la famille des Cardiidae.

## Liste des espèces
Selon World Register of Marine Species (1 juin 2016) et NCBI (1 juin 2016) :
- Clinocardium nuttallii  (Conrad, 1837)

Selon ITIS (1 juin 2016) :
- Clinocardium blandum  (Gould, 1850)
- Clinocardium californiense  (Deshayes, 1839)
- Clinocardium ciliatum  (Fabricius, 1780)
- Clinocardium nuttallii  (Conrad, 1837)